# Acer caudatum
Acer caudatum is een loofboom uit de zeepboomfamilie (Sapindaceae). De wetenschappelijke naam werd gepubliceerd door Nathaniel Wallich in 1830.

## Kenmerken
De soort groeit tot een hoogte van 8 à 10 m en heeft een bruingrijze stam. De bladeren zijn lichtgroen gekleurd en handvormig. Ze bereiken een lengte van 8 à 12 cm en een breedte van 7 à 9 cm. De soort heeft vijf hoofdnerven en zeven tot acht paar zijnerven. De bladrand is zeer diep, dubbel gezaagd en is vijflobbig, zelden zevenlobbig. Deze lobben hebben spitse tanden en hebben een spits apex, wat kenmerkend is voor esdoorns in het algemeen. De rode bladsteel bereikt doorgaans een lengte van 5 à 9 cm. De vruchten zijn geelbruin en zijn voorzien van twee vleugels. In elke vleugel zit een nootje, welke licht gebogen zijn. Een vleugel, inclusief nootje is 2,5 à 2,8 cm lang en 7 à 9 mm breed. Bij de ondersoort ukurunduense zijn de vleugels 1,5 à 2 cm en hebben een breedte van ca. 6 mm. De bloemen staan in rechtopstaande, samengestelde trossen.

## Verspreiding
Acer caudatum komt van nature voor in het Russische Verre Oosten, het Koreaans Schiereiland, Japan, het noordoosten, oosten en zuiden van China, almede Bhutan, Myanmar, Nepal en het noorden van India. De soort wordt vastgesteld op hoogten tussen de 1700 en 4000 meter, maar de ondersoort ukurunduense bevindt zich meestal tussen de 500 en 2500 meter boven zeeniveau.

## Ondersoorten
Er worden vijf ondersoorten onderscheiden:
- Acer caudatum subsp. caudatum
- Acer caudatum subsp. georgei (Diels) A.E.Murray
- Acer caudatum subsp. multiserratum (Maxim.) A.E.Murray
- Acer caudatum subsp. prattii (Rehder) A.E.Murray
- Acer caudatum subsp. ukurunduense (Mantsjoerijse esdoorn[5]) (Trautv. & C.A.Mey.) A.E.Murray

Acer caudatum subsp. ukurunduense komt voor in het Russische Verre Oosten, het Koreaans Schiereiland, Japan en de Chinese provincies Jilin, Heilongjiang en Liaoning en wordt door sommige auteurs als een aparte soort beschouwd.
... · 
A. buergerianum (drietandesdoorn) · 
A. campestre (Spaanse aak) · 
A. capillipes (slangenesdoorn) · 
A. cappadocicum (Colchische esdoorn) · 
A. caudatum · 
A. ginnala (amoeresdoorn) · 
Acer griseum · 
A. japonicum · 
A. monspessulanum (montpelieresdoorn) · 
A. mono · 
A. negundo (vederesdoorn) · 
A. palmatum (Japanse esdoorn) · 
A. platanoides (Noorse esdoorn) · 
A. pseudoplatanus (gewone esdoorn) · 
A. rubrum (rode esdoorn) · 
A. saccharinum (witte esdoorn) · 
A. saccharum (suikeresdoorn) · 
A. tegmentosum · 
...